# Liste bedeutender Seeunfälle bis 1500
Die Liste schwerer Seeunfälle bis 1500 verzeichnet Schiffsunglücke mit Toten oder hohen Sachschäden bis zum Jahr 1500.

## Liste
| Datum            | Name                                                 | Tote            | Hergang |
| ---------------- | ---------------------------------------------------- | --------------- | --- |
| 492 v. Chr.      | persische Flotte                                     | mehr als 20.000 | Nach Herodot (Hdt. VI, 44) soll während des ersten Perserzuges unter Mardonios die begleitende Flotte bei der Umrundung der Halbinsel Athos in Nordgriechenland durch einen Sturm zerstört worden sein. Er nannte als Zahlen fast 300 Schiffe und über 20.000 Tote. |
| 480 v. Chr.      | persische Flotte                                     | ?               | Zu Beginn des dritten Perserzuges unter dem Großkönig Xerxes I. geriet die Flotte an der Küste bei Thessalien in einen Sturm und verlor 400 Schiffe. Die Örtlichkeit nannte Herodot „Vorgebirge von Sepia“ im „Lande Magnesia“ (Hdt. VII, 188). |
| 480 v. Chr.      | persische Flotte                                     | ?               | Während des dritten Perserzuges unter dem Großkönig Xerxes I. sollte die hellenische Flotte bei Artemision auch im Rücken angegriffen werden. Deshalb sollten 200 Schiffe die Insel Euböa umfahren. Bei diesem Versuch gingen alle Schiffe in einem Sturm unter. |
| Juli 255 v. Chr. | Römische Flotte mit gekaperten phönizischen Schiffen | bis 100.000     | Durch einen starken Sturm sanken 384 Schiffe der römischen Kriegsflotte in der Straße von Sizilien bei der Schiffskatastrophe vor Kamarina. Dies gilt als der größte Schiffbruch der Geschichte. |
| 249 v. Chr.      | römische Transportflotte                             | ?               | Zur Versorgung der römischen Truppen im Westen Siziliens im Ersten Punischen Krieg wurde eine 800 Schiffe umfassende Flotte um die Südspitze der Insel geschickt. Nach einem Zusammentreffen mit der punischen Kriegsflotte wurde die verbleibende Hälfte, etwa 400 Schiffe, von einem Sturm vernichtet. Rom gab daraufhin den Seekrieg auf. |
| 16               | Classis Germanica                                    | ?               | Zum Transport von acht Legionen von der Rheinmündung zur Ems wurden etwa 1000 Schiffe aufgeboten. Tacitus (Annales 2,25–26) berichtete, dass auf dem Rückweg der Großteil der Schiffe in eine Sturmflut geriet, und bezeichnete die Flotte als verloren. Genaue Verlustziffern sind aber nicht überliefert. |
| 25. Nov. 1120    | Weißes Schiff (Blanche-Nef)                          | ca. 300         | Eine Normannische Nef, ein einmastiges Segelschiff, stieß kurz nach der Ausfahrt aus dem normannischen Hafen Barfleur gegen einen Felsen und sank. Unter den etwa 300 Todesopfern des Unglücks war auch William Ætheling, der einzig legitime Sohn und Erbe König Heinrichs I. von England. Da die Thronfolge bis zu Heinrichs Tod ungeklärt blieb, kam es ab 1135 zu einem 20-jährigen Erbfolgekrieg um die englische Krone. |
| 1274             | Kamikaze (Mongoleneinfall)                           | über 10.000     | Durch einen Taifun wurden über 10.000 Mann und damit ein Drittel der ersten mongolisch-koreanischen Streitmacht Kublai Khans, der damit Japan unterwerfen wollte, vor den Inseln Kyūshū und Tsushima getötet. |
| 1281             | zweite mongolisch-koreanische Invasionsflotte        | etwa 70.000     | Durch einen Taifun wurde der größte Teil der zweiten mongolisch-koreanischen Streitmacht Kublai Khans bei einem neuerlichen Versuch der Invasion Japans nach der Schlacht von Kōan vor der Insel Kyūshū getötet. Aufgrund der Wiederholung dieses Ereignisses von 1274 wurden die Japaner in dem Glauben bestärkt, sie würden von den Göttern beschützt, so dass sie die beiden Taifune Götterwind, japanisch: Kamikaze, nennen. Die Katastrophe der zweiten mongolisch-koreanischen Invasionsflotte gilt als der zweitgrößte Schiffbruch in der Geschichte der menschlichen Seefahrt. |
| 25. Dez. 1492    | Santa Maria                                          | 0               | Das Schiff lief bei Hispaniola auf eine Sandbank und war nicht mehr zu retten. Die Besatzung kam später an Land um. |